# Paolo Borgosano
Paolo Borgosano Cardullo est un arbitre vénézuélien de football des années 1990.

## Carrière
Il a officié dans des compétitions majeures : 
- Copa América 1995 (1 match)
- Copa América 1997 (2 matchs)